# Sweet Dreams (BZN)
Sweet Dreams is een album op cd en MC uitgebracht door BZN in 1993. Dit album werd beloond met platina, en stond 27 weken in de Mega Album top 100, waarvan 1 week op nummer 1. Op het album staan de drie Top 40 hits Quiereme Mucho, My number One en Desanya.
De special Sweet Dreams werd opgenomen in Zuid-Afrika. BZN maakte tijdens deze special ook 6 optredens in Zuid-Afrika en Namibië, veel persconferenties en interviews. Dit was samen met het in 1987 uitgebrachte album Visions de basis voor de populariteit van deze band in Zuidelijk Afrika. Sweet Dreams werd, buiten Nederland, ook in Zuid-Afrika en Zimbabwe uitgebracht.

## Tracklist
1. Quiereme mucho (mi amor) [J. Veerman/J. Keizer/J. Tuijp]
2. Desanya [J. Veerman/J. Keizer/J. Tuijp]
3. Bienvenue [D. Plat/J. Veerman/J. Keizer/J. Tuijp]
4. My sweet dream [J. Veerman/J. Keizer/J. Tuijp]
5. Conquistador [J. Veerman/J. Keizer/J. Tuijp]
6. Nights in Argentina [D. Plat/J. Veerman/J. Keizer/J. Tuijp]
7. Kiss and make me glow [J. Veerman/J. Keizer/J. Tuijp/D. v.d. Horst]
8. Goodbye my love, adieu my friend [J. Veerman/J. Keizer/J. Tuijp/D. v.d. Horst]
9. Do you remember [J. Veerman/J. Keizer/J. Tuijp]
10. The queen of country [J. Veerman/J. Keizer/J. Tuijp]
11. Is everything in vain? [J. Veerman/J. Keizer/J. Tuijp]
12. My number one [J. Veerman/J. Keizer/J. Tuijp]
13. Desanya (instrumental) [J. Veerman/J. Keizer/J. Tuijp]